# Акса
Акса́ (фр. Axat) — коммуна во Франции, находится в регионе Лангедок — Руссильон. Департамент коммуны — Од. Административный центр кантона Акса. Округ коммуны — Лиму.
Код INSEE коммуны — 11021.

## Население
Население коммуны на 2008 год составляло 696 человек.
| 1962 | 1968 | 1975 | 1982 | 1990 | 1999 | 2008 |
| ---- | ---- | ---- | ---- | ---- | ---- | ---- |
| 993  | 997  | 911  | 1021 | 919  | 832  | 696  |

## Экономика
Акса — туристический центр (рафтинг, гребля на каноэ, конный спорт, горный велосипед, альпинизм). С июня по сентябрь действует открытый бассейн с великолепным видом на горы.
В 2007 году среди 436 человек в трудоспособном возрасте (15—64 лет) 302 были экономически активными, 134 — неактивными (показатель активности — 69,3 %, в 1999 году было 64,8 %). Из 302 активных работали 263 человека (161 мужчина и 102 женщины), безработных было 39 (10 мужчин и 29 женщин). Среди 134 неактивных 35 человек были учениками или студентами, 46 — пенсионерами, 53 были неактивными по другим причинам.

## Достопримечательности
- Виадук 1900 года
- Мост
- Церковь, построенная в 1630 году

## Фотогалерея
- Акса
- В сторону Аксы
- Скульптура